# Luis Cabral
Luis Alberto Cabral Vázquez (Capiibary, 23 settembre 1983) è un calciatore paraguaiano, difensore del Sol de América.